# Карлсгорст
Карлсгорст (нім. Karlshorst) перекладається з німецької, як гніздо Карла — район у складі берлінського адміністративного округу Ліхтенберґ (нім. Lichtenberg).
На території району розташований трек для перегонів, а також Берлінське вище училище техніки та економіки (нім. Hochschule für Technik und Wirtschaft).
Карлсгорст, зокрема, відомий тим, що 8 травня 1945 року підписали «Акт про капітуляцію Німеччини» у Другій світовій війні. У будівлі, де відбулося підписання, нині міститься німецько-російський музей «Берлін-Карлсгорст».

## Відомі люди

### Поховані
- Габріела Кепп (Габі Кьопп) — німецька вчена-фізик; відома як авторка автобіографії, в якій описала численні зґвалтування, яких зазнала від радянських солдатів, і свою втечу від них[1].